# Filip V de Macedònia
Filip V de Macedònia (grec antic: Φίλιππος, Philippus — 237 aC-179 aC) fou rei de Macedònia, fill de Demetri II de Macedònia, que va morir el 229 aC. El tron va passar llavors al seu oncle Antígon III Dosó, més com a rei que com a regent. Filip va pujar al tron a la mort del seu oncle el 220 aC, tot i que el difunt va deixar fills.

## Començament del regnat. La guerra social
Apel·les havia estat nomenat per Dosó com a regent del jove rei (de 17 anys) però pràcticament des del començament Filip va assolir plenament el poder.
Quan els etolis van aprofitar la minoria per fer algunes incursions al Peloponnès, la Lliga Aquea dirigida per Arat de Sició va demanar ajut a Filip, però aquest encara no estava preparat per fornir l'assistència necessària. Derrotats els aqueus a Càfies i destruïda Cinàtea, Filip va decidir passar a l'acció i va anar a Corint al front d'un exèrcit. Quan va arribar els etolis ja havien evacuat el Peloponès. Va avançar cap a Tègea i va atacar els espartans, que secretament afavorien els etolis; Esparta va retirar el suport als etolis.
Va presidir llavors una assemblea de la Lliga Aquea a Corint que va declarar la guerra a la Lliga Etòlia. Van entrar a l'aliança Beòcia, la Fòcida, l'Epir, Acarnània i Messènia, encara que poc estaven disposats a participar activament. Esparta i Tegea donaven suport a Etòlia. Era evident que la lluita s'havia de lliurar entre Etòlia d'un costat i Macedònia i la Lliga Aquea de l'altre, i Filip va tornar al seu regne per preparar la guerra.
Va fortificar la seva frontera, i va signar un tractat amb el rei d'Il·líria Escerdilaides (que atacaria Etòlia per mar). A la primavera del 219 aC Filip va entrar a l'Epir amb 15.000 soldats i 800 cavallers i les forces epirotes i acarnànies se li van unir. Va ocupar algunes fortaleses etòlies a la frontera i va saquejar les regions properes però va haver de tornar a Macedònia per una invasió dels dàrdans, que quan van saber que el rei tornava es van retirar. L'estiu i tardor les va passar Filip a Tessàlia i a l'hivern es va presentar a Corint i va sorprendre els etolis dirigits per Eurípides, ocupant la fortalesa de Psofis; tot seguit va assolar l'Èlida, va entrar a Trifília i es va apoderar de tota la regió en només sis dies. Llavors es va replegar a Argos per passar la resta de l'hivern.
Al 218 aC va atacar Cefal·lènia, però va fallir en l'atac a Pales per la traïció d'un dels seus oficials, Leonci. Va abandonar l'empresa, va reembarcar i va aparèixer sobtadament al golf d'Ambràcia des d'on va penetrar al cor d'Etòlia sorprenent la capital Termos amb tots els tresors de la Lliga. Els caps de la lliga foren fets presoners i molt d'armament i materials; els edificis religiosos foren incendiats; quan es va retirar fou atacat pels etolis però en debades; Filip va poder arribar sa i estalvi a la flota.
Llavors es va dirigir contra els peloponesis; retornà a Corint, es va reunir amb les forces dels aqueus i va envair Lacònia; va baixar per la vall de l'Eurotes i va saquejar tot el país passant prop d'Esparta; va arribar fins a Tènar i Màlea, i a la tornada va derrotar els espartans dirigits per Licurg d'Esparta que li volien tallar la retirada.
Una mediació de Quios i Rodes va portar una treva, però les negociacions que van seguir no van reeixir.
El 217 aC Filip va fer campanya a Peònia, va ocupar la fortalesa de Bilazora que controlava la ruta des de Dardània, i després va entrar a Tessàlia, on va ocupar Tebes de la Ftiòtida mentre els aqueus feien la guerra al Peloponès.
Mentre Filip era als Jocs Nemeus a Argos va rebre la notícia de la derrota romana al Trasimè. Llavors va decidir fer la pau a Grècia i va acceptar les propostes de Quios i Rodes i del rei Ptolemeu IV Filopàtor d'Egipte. La pau es va signar sobre la base de conservar les posicions existents en aquell moment. Aquest tres anys de guerra (220 a 217 aC) foren coneguts com a guerra social.
En aquest temps les maquinacions dels seus consellers, Apel·les, Leonci i Megalees contra Arat foren descobertes i els tres consellers executats.

## Aliança cartaginesa. Guerra amb Roma
A la cort de Macedònia es va refugiar Demetri de Faros, expulsat pels romans de la regió d'Il·líria. Demetri va agafar forta influència sobre Filip. El rei Escerdilídes havia aprofitat l'absència del rei a Grècia per abandonar l'aliança amb Macedònia i ocupar algunes fortaleses frontereres. El 217 aC Filip les va recuperar i a l'hivern va preparar una flota per atacar la costa il·líria.
El 216 aC la flota de Filip va entrar a la mar Adriàtica; el rumor que una flota romana anava en ajut d'Escerdilídes el va alarmar i es va retirar a Cefal·lènia i finalment va tornar a Macedònia sense fer res. Però quan va rebre notícies de la derrota romana a Cannes va decidir donar suport a Cartago i va enviar Xenòfanes d'Atenes a Itàlia per signar un tractat amb Hanníbal. Xenòfanes va signar el tractat però a la tornava fou capturat pels romans que així es van assabentar del plans del rei i van estacionar una flota a Brundísium per prevenir un atac per aquell costat.
El 215 aC la seva intervenció a Messènia va provocar la matança dels membres del partit aristocràtic; Arat el va criticar obertament. Filip, desconeixedor del que havia passat amb el seu ambaixador als cartaginesos, va enviar una segona ambaixada el mateix 215 aC i un nou tractat fou signat amb Hanníbal. Filip però va restar tot l'any inactiu i fins al 214 aC no va tornar a portar la flota a la mar Adriàtica on va ocupar la ciutat d'Òric i va assetjar Apol·lònia d'Il·líria, però es va haver de retirar quan va aparèixer una flota dirigida per Marc Valeri Leví, i va haver de destruir part dels vaixells per evitar-ne la caiguda en mans del romans. La retirada la va haver de fer per terra. Una expedició a Il·líria va fracassar. La mort de Demetri de Faros, enviat pel rei a Messènia per ocupar la fortalesa d'Itome (214 aC), no el va dissuadir dels seus projectes a Messènia.
El 213 aC es va apoderar de Lissos, amb la qual cosa gran part d'Il·líria va passar al seu control. Però la inactivitat els dos següents anys va impedir treure tot el profit d'aquesta conquesta, just quan l'ocupació de Tarent per Hanníbal li hauria facilitat el pas cap a Itàlia.
Les relacions amb la Lliga Aquea es van refredar quan es va saber que el rei havia tingut una relació amorosa amb la dona d'Arat. El rei macedoni va fer enverinar el seu aliat (213 aC).
Els romans, per mitjà del pretor Marc Valeri Leví, van fer aliança amb la Lliga Etòlia (211 aC), aliança en la qual havien d'entrar Escerdilaides d'Il·líria i Àtal I de Pèrgam i que rodejaven a Macedònia per tots els costats. Filip va assegurar les seves fronteres amb Tràcia i Il·líria i va marxar al sud amb un exèrcit en ajut d'Acarnània que era atacada pels etolis; aquestos es van retirar quan Filip s'acostava i el rei va retornar a Macedònia (hivern del 211 al 210 aC).
La primavera del 210 aC les hostilitats es van reprendre i els romans van iniciar la campanya amb l'ocupació d'Anticira, però després van retirar part de les seves forces amb el que van deixar de donar suport efectiu als seus aliats. Publi Sulpici Galba, successor de Leví només va poder conquerir Egina però Filip va conquerir la fortalesa d'Equinos a Tessàlia tot i els esforços de romans i etolis per evitar-ho.
El 209 aC l'exèrcit macedoni va anar en ajut dels aqueus, que no podien plantar cara a Elis, Messènia i Esparta. En el camí per Tessàlia Filip va derrotar el general etoli Pírries (que tenia alguns contingents romans al seu costat) i va forçar el pas de les Termòpiles. Va arribar al Peloponès i va celebrar les Herees a Argos. Altre cop Quios, Rodes i Egipte van oferir la seva mediació. Es van obrir negociacions a Ègion que van fracassar per les arrogants peticions dels etolis confiats per l'arribada d'Àtal I de Pèrgam. Filip va envair llavors l'Èlida amb suport de l'estrateg aqueu Cicliàdes, però fou rebutjat en la lluita a les muralles de la ciutat d'Elis. Notícies d'una invasió de dardanis i altres bàrbars a Macedònia el van obligar a retornar.
El 208 aC les flotes dels romans i de Pèrgam van iniciar els seus atacs per mar, mentre Escerdilídes i Pleurat III i la tribu tràcia dels medis atacaven pel nord-oest i el nord-est. Aqueus, acarnanis i beocis reclamaven el seu ajut contra els etolis i espartans. El rei va desplegar gran activitat; va establir la seva base a Demètrias i encara que no va poder impedir la caiguda d'Òreos en mans del romans va impedir la de Calcis i va derrotar el rei Àtal a la vora d'Opunt. El rei de Pèrgam va haver de tornar tot seguit a causa de l'atac al seu regne del rei Prúsies I de Bitínia i la flota romana, sota Sulpici, reduïda sense les naus de Pèrgam, va haver d'abandonar l'ofensiva i es va retirar a Egina. Això va deixar el camí lliure a Filip per ajudar els aqueus. Quan va baixar cap al Peloponnès el tirà Macànides d'Esparta es va retirar. Va prendre part a l'assemblea aquea d'Ègion, va assolar les costes d'Etòlia i va retornar als seus dominis.
Els fets dels anys següents són menys coneguts. Els romans, ocupats a Àfrica del nord i Hispània, no podien ocupar-se dels afers a Grècia i Filopemen va derrotar a Macànides d'Esparta. Etòlia fou saquejada pels macedonis que van arribar per segona vegada fins a la seva capital, Termos. La Lliga Etòlia va haver de signar la pau en els termes fixats pel rei macedoni.
Just al moment de la pau, una flota romana dirigida per Publi Semproni Tudità va arribar a Dirràquium. Filip li va presentar batalla però Tudità es va tancar darrere els murs d'Apol·lònia d'Il·líria. Una mediació dels epirotes va portar a un tractat de pau (205 aC) ratificat pel senat romà que volia dedicar la seva atenció a Àfrica, i que fou realment una treva temporal. El mateix any va morir Ptolemeu IV Filopàtor d'Egipte i va pujar al tron un menor (Ptolemeu V Epífanes); Filip es va aliar amb Antíoc III el Gran de Síria contra el nou rei egipci, pel qual Macedònia ocuparia les illes Cíclades i les ciutats i illes de Jònia en mans d'Egipte. Per això calia a Filip eliminar el poder naval a la mar Jònica de Pèrgam i Rodes, feina que va encarregar al pirata etoli Dicearc i a l'exiliat tarentí Heraclides. Dicearc es va apoderar de la majoria de les illes Cíclades amb només 20 vaixells i Heràclides va aconseguir per traïció incendiar l'arsenal i la flota ròdia. Mentre Filip va sotmetre les ciutats de Lisimàquia i Calcedònia que eren aliades dels etolis, i tot seguit va assetjar Cios a Bitínia. Rodes, que no volia trencar amb Filip tot i la traïció d'Heràclides, va oferir els seus bons oficis, però no hi va haver acord i Filip va entrar a Cios, que fou saquejada i els habitants venuts com esclaus; la ciutat fou cedida a Prúsies I de Bitínia, aliat macedoni. A la tornada va ocupar Tasos, que tot i que es va rendir, va patir la mateixa sort de Cios. Finalment Rodes va decidir declarar la guerra a Macedònia i es va aliar amb Àtal I de Pèrgam (201 aC). Filip va ocupar Samos i estava assetjant Quios quan les flotes combinades de Pèrgam i Rodes li van presentar batalla, i el van derrotar (tot i la mort de l'almirall rodi Teofilisc) però de manera no decisiva, i en un segon combat a Lade fou Filip el que va obtenir la victòria. Quios fou ocupada i el regne de Pèrgam assolat en part, fins a les mateixes muralles de la capital; el districte de la Perea ròdia fou ocupat per Macedònia incloses les ciutats d'Iasos i Bargília.

## Segona Guerra Macedònica
Mentre els rodis i Pèrgam van reforçar les seves flotes construint nous vaixells. Filip, davant el domini de la mar pels seus enemics, va passar l'hivern a Cària i a l'any següent (200 aC) va aconseguir eludir la vigilància enemiga i retornar a Europa on calia la seva presència. Àtal de Pèrgam i el govern de Rodes van portar la seva flota a Egina i van aconseguir l'aliança d'Atenes, hostil a Macedònia, que va declarar la guerra a Filip.
Amb la victòria a la Segona Guerra Púnica els romans havien quedat lliures del seu enemic cartaginès i podien tornar a ajudar els seus aliats grecs i al rei d'Egipte. Roma va trencar el tractat de pau i va declarar la guerra a Macedònia, encarregant la seva direcció al cònsol Publi Sulpici Galba (200 aC). Les forces romanes ja van arribar molt tard, i després d'enviar una petita força a Atenes dirigida per Gai Claudi Centó, Galba va establir els quarters d'hivern a Apol·lònia. Àtal i Rodes van renunciar a seguir la guerra segurament esperant que els romans fessin la feina. Filip va aprofitar i va enviar a Nicànor l'Elefant a envair l'Àtica mentre ell mateix anava a Tràcia on va conquerir Enos i Maronea, va avançar cap al Quersonès traci, i va assetjar Abidos. Ni Àtal ni els rodis van fer res per ajudar a aquesta ciutat, tot i que la seva obstinada resistència els donava temps de sobra, i finalment Abidos fou conquerida quan ja la major part dels seus habitants havia mort.
Una mica després va arribar Sulpici a l'Epir però Filip no va prendre cap mesura. Mentre el contingent de Centó enviat a Atenes va atacar Calcis que va sorprendre i saquejar, retirant-se després. Filip va intentar aprofitar la seva absència per ocupar Atenes, però no ho va aconseguir i en revenja va assolar l'Àtica incloent cementiris i llocs sagrats. Llavors va anar a Corint i va prendre part a l'assemblea dels aqueus, aconseguint la declaració de guerra de la Lliga Aquea contra Roma. De tornada a Macedònia va assolar altre cop l'Àtica.
El 199 aC el cònsol Sulpici estava a punt per iniciar la guerra. El seu lloctinent Luci Apusti ja havia fet alguns atacs victoriosos aliat a l'il·liri Pleurat, al rei Aminandre d'Atamània i al rei Bató de Dardània. Els etolis en canvi van declinar prendre part a la guerra a favor de cap bàndol. Sulpici va avançar cap a la Dassarètia i Filip li va sortir al pas amb el seu exèrcit principal; es van produir diversos petits combats parcials, el més fort dels quals fou el d'Octolophus, amb victòria romana, que va decidir als etolis a abraçar el partit romà i van enviar les seves forces cap a Tessàlia on es van unir a Aminandre mentre Bató entrava a Macedònia pel nord. Filip va abandonar les seves posicions ben protegides i es va retirar cap a Macedònia eludint al cònsol romà.
Llavors va enviar a Atenàgores contra els dardanis i ell mateix va atacar als etolis i atamans a Tessàlia; va atacar als etolis per sorpresa i va fer una gran matança i els hauria aniquilat si no hagués arribat Aminandre d'Atamània al darrer moment. Mentre Sulpici va avançar cap Eòrdia i l'Orèstida, on va ocupar Celetrus, i va retornar cap a l'Epir sense fer res més important. Atenàgores va poder rebutjar als dardanis i la campanya es va tancar per aquell any.
A l'any següent va arribar el nou cònsol roma Publi Vil·li Tàpul però un motí al seu exèrcit va impedir fer res. Pel seu costat Filip va assetjar Thaumaci a Tessàlia, però la ciutat va resistir ferotgement i a final d'any Filip va abandonar el setge.
El 198 aC es va reprendre la lluita. Filip va agafar posicions prop d'Antigònia que dominava l'accés a Macedònia i Vil·li es va acostar a les posicions reials però no va aconseguir res i llavors va arribar el seu successor Flaminí, que el va substituir.
Flaminí va optar per assaltar el pas d'Antigònia i va demanar l'ajut del partit romà de l'Epir dirigit per Càrops el vell. Durant 40 dies va lluitar amb els macedonis. Filip V de Macedònia va començar a negociar amb la mediació dels epirotes i Flaminí va exigir l'evacuació de Grècia i Tessàlia; mentre es va descobrir un pas amagat de muntanya que evitava Antigònia i els romans van creuar i es van presentar al darrere de les línies macedònies: Antigònia, atacada per dos costats, ja no va oferir resistència i els defensors van fugir cap a Tessàlia després de perdre dos mil homes. Epir es va sotmetre a Flaminí i va rebre un tractament suau.
El cònsol va avançar per Tessàlia i Filip va fer una política de terra cremada. Flaminí va assetjar Falòria i va trobar resistència però fou conquerida amb un càstig que havia de servir d'exemple a altres ciutats; però com que les principals ciutats tenien guarnicions macedònies, la mesura no fou efectiva. L'exèrcit macedoni estava a Tempe des d'on podia enviar ajut a qualsevol ciutat. Flaminí va assetjar Càrax, vora el Peneu, però els atacs foren rebutjats i el setge es va haver d'aixecar.
Llavors Flaminí va anar a la Fòcida i va ocupar diverses ciutats incloent alguns ports que li van permetre comunicar amb el seu germà Luci Quinti Flaminí, cap de la flota. La principal ciutat Elatea va resistir i va aturar el seu progrés. Mentre Luci va aconseguir l'aliança de la Lliga Aquea, dirigida llavors per Aristènet de Dime; però Megalòpolis, Dime i Argos van romandre lleials al Regne de Macedònia.
Després d'ocupar Elàtia, Flaminí va establir els seus quarters d'hivern a la Fòcida i la Lòcrida; una revolta a Opus va foragitar a la guarnició macedònia i una part dels revoltats va cridar als etolis i uns altres als romans que finalment van prendre possessió de la ciutat cosa que va molestar els etolis. La guarnició macedònia s'havia refugiat a l'acròpoli però no fou atacada i mentre Filip V va fer noves propostes de pau que foren acceptades per Flaminí que aspirava a romandre en el comandament un altre any, i es va pactar una treva de dos mesos.
A una reunió al golf Malíac prop de Nicea, que va durar tres dies, Filip i Flaminí (i els seus aliats especialment els etolis) van discutir l'afer; la principal petició romana i etòlia era la retirada de totes les guarnicions macedònies de Grècia. Flaminí volia demorar la resposta i va actuar molt políticament. De moment va permetre enviar ambaixadors macedonis a Roma a canvi de l'evacuació de les posicions que li quedaven a Lòcrida i Fòcida; Flaminí ja havia informat al senat de què calia exigir la retirada de les guarnicions macedònies de Grècia (especialment les més importants a Demetries, Calcis i Corint) i els ambaixadors macedonis es van trobar amb aquesta exigència també a Roma. Els ambaixadors van sortir de la capital, i el senat va prorrogar el poder a Flaminí per un període indefinit.
Aconseguit el seu objectiu Flaminí va declarar que ja no hi hauria més converses de pau. Filip V llavors es va intentar aliar a Nabis d'Esparta, que per traïció s'havia apoderat d'Argos, el qual va convidar a Flaminí a una conferència en aquesta ciutat on finalment es va acordar que Nabis seria aliat romà i hauria de deixar de fer la guerra a la Lliga Aquea, però conservaria Argos (encara que el tractat va evitar aquesta clàusula). Llavors Flaminí va anar contra Corint on el tirà Filocles, amic de Nabis, s'esperava que també es passaria al camp romà, però fou en debades.
Flaminí va passar per Beòcia que va haver de renunciar a l'aliança macedònia i unir-se als romans, però la majoria dels beocis amb capacitat militar ja estaven servint a l'exèrcit macedoni. Només els acarnanis van romandre fidels al Regne de Macedònia.
A la primavera del 197 aC Flaminí va deixar el campament i va iniciar la segona campanya ajudat pels auxiliars aqueus i etolis principalment. A avançar cap a la Ftiòtida i Filip al front del seu exèrcit, li va sortir al pas. Un primer enfrontament menor es va produir a Feres, i fou favorable als romans. Els dos exèrcits es van dirigir cap a Farsàlia i Escotusa. Tot seguit es va produir la batalla de Cinoscèfals en la que 8000 macedonis van morir i 5000 fets presoners i en la que Flaminí va obtenir una victòria completa (només va perdre 700 homes). Tota Tessàlia es va rendir als romans i Filip va demanar la pau. Els etolis es van atribuir la principal part en la victòria.
Flaminí va acordar al rei una treva de 15 dies i permís per iniciar converses de pau; els etolis exigien molt més i van acusar Flaminí d'haver estat subornat pel rei macedoni; finalment aquestes exigències i acusacions van fer que els etolis no obtinguessin gaire premi per la seva cooperació. Filip va acceptar els termes de pau proposat pels romans i es va signar una treva per uns quants mesos i es van enviar ambaixades a Roma.
Flaminí va restaurar la llibertat dels soldats beocis que servien a Macedònia i va donar el càrrec de beotarca a un comandant dels tebans de l'exèrcit macedoni (que aviat fou assassinat pel partit romà amb permís de Flaminí). Una revolta antiromana va esclatar a Beòcia i els romans que foren trobats al país foren assassinats (uns 500) i els seus cadàvers deixats sense enterrar. Flaminí va assolar Beòcia i va assetjar Coronea i Acrèfia on s'havien trobat molts morts romans; els beocis van demanar la pau i finalment va aconseguir la mediació de la Lliga Aquea però els principals caps rebels van haver de ser entregats i es va haver de pagar una multa de 30 talents.

## Aliança amb Roma. Guerra contra Antíoc el Gran
A la primavera del 196 aC van arribar a Grècia deu comissionats romans per arranjar els afers del país junt amb Flaminí. Macedònia havia d'evacuar totes les ciutats gregues a Europa i Àsia que ocupava, i renunciar a les que havia ocupat abans. Corint fou entregada a la Lliga Aquea i a l'estiu s'hi van celebrar els jocs ístmics en els quals es va proclamar la llibertat i independència de Grècia, decisió que no s'esperava i que va provocar una gran joia. Tessàlia fou dividida en quatre estats Magnèsia, Perrèbia, Dolòpia, i la Tessaliòtida; la Lliga Etòlia va rebre Ambràcia, la Fòcida, i la Lòcrida (no van quedar satisfets) i la Lliga Aquea va rebre part del Peloponnès. També Atenes va rebre algunes possessions.
Entre els ostatges que va haver d'entregar Filip V hi havia el seu fill Demetri. En endavant, almenys en aparença, Filip es va mostrar amistós amb Roma i semblava que actuava de bona fe. Avançat el 196 aC va proposar que el tractat de pau es convertís en un d'aliança i el 195 aC va enviar tropes auxiliars a Flaminí en la lluita contra el tirà Nabis d'Esparta. Vers el 193 aC o 192 aC va resistir a les pressions de Nicandre, enviat etoli, per unir-se a Antíoc III el Gran. El 191 aC va enviar ambaixadors a Roma oferint el seu ajut contra Antíoc que llavors era a Grècia. Antíoc va ofendre personalment a Filip i aquest va fer més efectiu el suport al pretor romà Bebi i va ajudar els romans en el setge de Limnea; al mateix temps va aprofitar per expulsar a Aminandre d'Atamània del seu regne que fou annexionat. No va participar en la decisiva batalla de les Termòpiles, però després es va unir al cònsol Glabrió i fou encarregat d'assetjar Làmia mentre Glabrió s'ocupava d'Heraclea; com que aquesta ciutat es va rendir ràpidament els romans van anar a Làmia que finalment van ocupar, mentre a Filip se li havia ordenat retirar-se. El rei es va indignar però després va obtenir autorització del cònsol (ocupat al setge de Naupacte) per atacar algunes ciutats que havien donat suport als etolis i així va ocupar Demètries i altres llocs de Tessàlia, i va assolar Perrèbia, Aperàntia i Dolòpia.
Els romans van mostrar la seva satisfacció amb Filip retornant-li al seu fill Demetri i altres ostatges i condonant el tribut que encara no havia pagat. El rei per la seva banda va proveir als romans tot el necessari per a l'avanç de l'exèrcit romà per Macedònia i Tràcia cap a l'Àsia, protegint aquest avanç fins a l'Hel·lespont. El 190 aC Aminandre va recuperar Atamània. Els romans el volien com aliat mentre durava l'enfrontament amb el rei selèucida i Mani Acili Glabrió li va permetre conservar diverses ciutats de Perrèbia i Tessàlia que havien estat de la Lliga Etòlia i ara estaven ocupades per Filip. Però al final de la guerra ambaixadors etolis i de les ciutats ocupades van anar a Roma (185 aC) per demanar la restitució, al mateix temps que Èumenes II de Pèrgam advertia de l'increment del poder macedoni, i de l'ampliació del seu territori a la banda de Tràcia on s'havia apoderat d'Enos i Maronea. El senat romà va enviar uns comissionats que van determinar que Filip hauria d'entregar les seves conquestes a Perrèbia i Tessàlia i retirar les guarnicions de les ciutats de Tràcia, retornant als límits de Macedònia fixats pel tractat del 196 aC. El rei es va indignar però com que no estava preparat per enfrontar-se als romans va haver d'obeir. Va ordenar la retirada de Maronea però es va produir una bàrbara matança dels seus habitants.

## Els darrers anys
Felip va enviar el seu fill Demetri com ambaixador a Roma per fer front a les queixes que es feien contra el seu govern i el senat romà va decidir perdonar les possibles ofenses del rei per consideració al seu fill (183 aC). Aquest favor senatorial per Demetri va alertar a l'altre fill de Filip, Perseu, i va començar una disputa entre ambdós.
Els seus darrers anys, a diferència dels primers, van estar plens d'actes d'injustícia i crueltat. El favor popular que havia tingut es va esvair. Per parar la creixent desafecció va fer matar als fills de tots al que ja havia fet matar prèviament. Al mateix temps no descuidava els preparatius per fer la guerra a Roma; per justificar l'armament i construccions, va fer diverses expedicions contra les tribus bàrbares de Peònia i Mèdica, i va arribar fins al Mont Hemos. Mentre estava en aquesta expedició el seu fill Perseu el va poder convèncer de la traïció de Demetri presentant al seu pare unes cartes que eren en realitat una falsificació. Filip va autoritzar l'execució del seu fill. Al cap d'un temps, quan Filip va saber la veritat, encolerit per haver executat al seu fill innocent, va decidir castigar a Perseu desheretant-lo, nomenant com successor al seu nebot Antígon, fill del seu cosí Equècrates, però va patir un atac a Amfípolis del que va morir abans de poder portar a terme el que havia decidit (179 aC). Tenia 59 anys i havia regnat 42 anys.

## Família
Es va casar dues vegades, la primera amb una dona de nom desconegut, amb la que va tenir un fill, Demetri, i dues filles, una casada amb Teres de Tràcia i una de nom Apama, casada amb Prúsies II de Bitínia; la segona vegada es va casar amb Policràtia d'Argos, amb la que va tenir al successor Perseu de Macedònia, i potser a Filip, aquest darrer nascut molt més tard als darrers anys de la vida del pare.